# 정익래
정익래(鄭益來, 1948년 11월 13일 보성 - )는 건국대학교 행정학과를 졸업 후 행정고시(14회)를 통해 1974년 공직에 입문하였다. 2002년부터 2003년까지 국무총리실 민정수석비서관을 지냈으며, 그외 국무장관실 조정관, 88올림픽조직위 사이클담당관과 정무장관 비서관, 정책담당관, 제2조정관 등을 지냈다. 현재는 지방자치를 연구하는 한국지방발전연구원의 (www.lodi.re.kr) 원장을 맡고 있다.

## 경력
- 2008년  사단법인 한국지방발전연구원 원장(~현재)
- 2002년-2003년  국무총리실 민정수석 비서관(1급)
- 그외 공직입문 후 88올림픽조직위 사이클담당관과 정무장관 비서관, 정책담당관, 제2조정관 역임